# Boa Esperança d'Oeste
Boa Esperança d'Oeste é um distrito do município brasileiro de Caiabu, no interior do estado de São Paulo.

## História

### Formação administrativa
- Distrito de Esperança d'Oeste criado pela Lei n° 2.456 de 30/12/1953, com sede no povoado de Boa Esperança e com território desmembrado do distrito de Caiabu[3][4].
- A Lei n° 8.092 de 28/02/1964 altera a denominação para Boa Esperança d'Oeste[5].

## Geografia

### Demografia

#### População urbana
| Crescimento população urbana | Crescimento população urbana | Crescimento população urbana | Crescimento população urbana |
| Censo                        | Pop.                         |                              | %±                           |
| ---------------------------- | ---------------------------- | ---------------------------- | ---------------------------- |
| 1960                         | 160                          |                              | —                            |
| 1970                         | 207                          |                              | 29,4%                        |
| 1980                         | 186                          |                              | −10,1%                       |
| 1991                         | 208                          |                              | 11,8%                        |
| 2000                         | 175                          |                              | −15,9%                       |
| 2010                         | 199                          |                              | 13,7%                        |
| Fonte: IBGE e Fundação SEADE |                              |                              |                              |

#### População total
Pelo Censo 2010 (IBGE) a população total do distrito era de 254 habitantes.

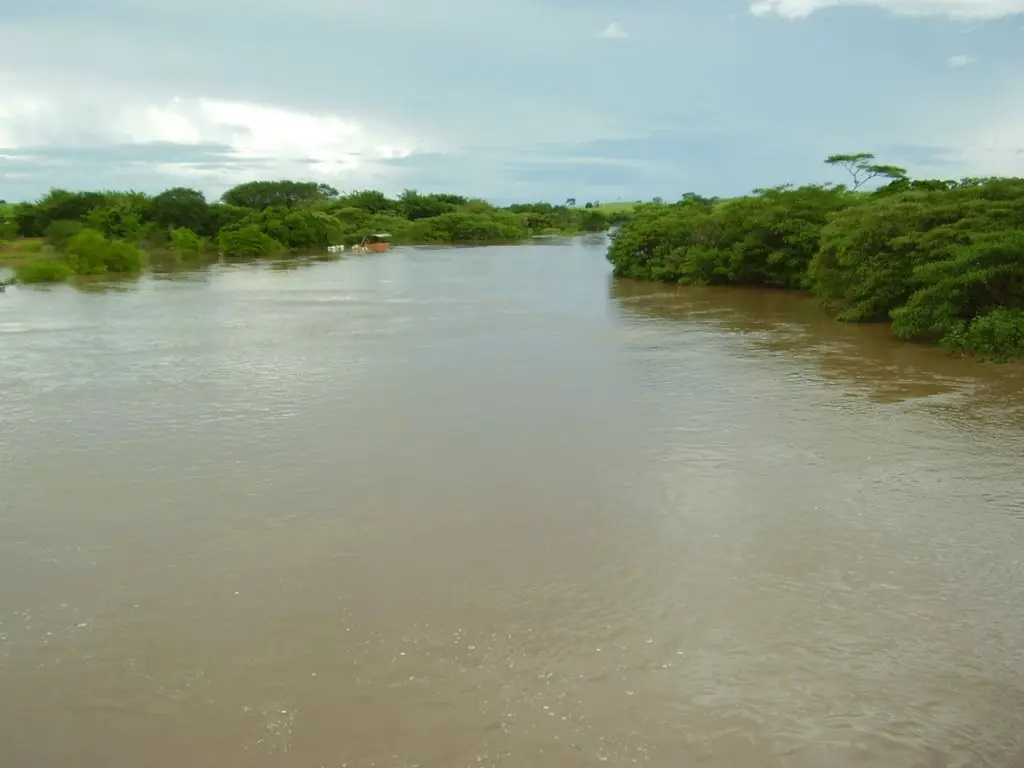
Rio do Peixe.

### Área territorial
A área territorial do distrito é de 71,581 km².

### Rodovias
O principal acesso ao distrito é a estrada vicinal Caiabu - Mariápolis.

### Hidrografia
- Rio do Peixe

## Serviços públicos

### Registro civil
Atualmente é feito na sede do município, pois o Cartório de Registro Civil das Pessoas Naturais do distrito foi extinto pelo  Tribunal de Justiça do Estado de São Paulo e seu acervo foi recolhido ao cartório do distrito sede. Os primeiros registros dos eventos vitais realizados neste cartório são:
- Nascimento: 07/04/1957
- Casamento: 06/04/1957
- Óbito: 09/04/1957

### Saneamento
O serviço de abastecimento de água é feito pela Companhia de Saneamento Básico do Estado de São Paulo (SABESP).

### Energia
A responsável pelo abastecimento de energia elétrica é a Energisa Sul-Sudeste, antiga Caiuá (distribuidora do grupo Rede Energia).

## Religião
O Cristianismo se faz presente no distrito da seguinte forma:

### Igreja Católica
- A igreja faz parte da Diocese de Presidente Prudente[18].

### Igrejas Evangélicas
- Congregação Cristã no Brasil[19].